# The Princess in the Vase
The Princess in the Vase è un cortometraggio muto del 1908 diretto da Wallace McCutcheon. Il protagonista è interpretato da David Wark Griffith.

## Produzione
Prodotto dalla American Mutoscope & Biograph, il film fu girato il 10 e il 14 febbraio 1908.

## Distribuzione
Il film uscì nelle sale cinematografiche USA il 27 febbraio 1908, distribuito dall'American Mutoscope & Biograph. Copia del film è conservata negli archivi della Library of Congress (un positivo a 35 mm).